# Raziuddin Siddiqi
Muhammad Raziuddin Siddiqui HI (Urdu:محمد رضی الدین صدیقی‎ 8 de janeiro de 1908 – 8 de janeiro de 1998), também conhecido como Dr. Razi, foi um físico teórico e matemático paquistanês, que desempenhou um papel fundamental sobre o sistema educacional paquistanês e no desenvolvimento do programa de armamento paquistanês. Um educador e cientista, Siddiqui estabeleceu institutos de pesquisa educacional e universidades em seu país.
Durante a década de 1940 na Europa contribuiu com a física matemática e trabalhou com a relatividade geral, energia nuclear e gravitação quântica.

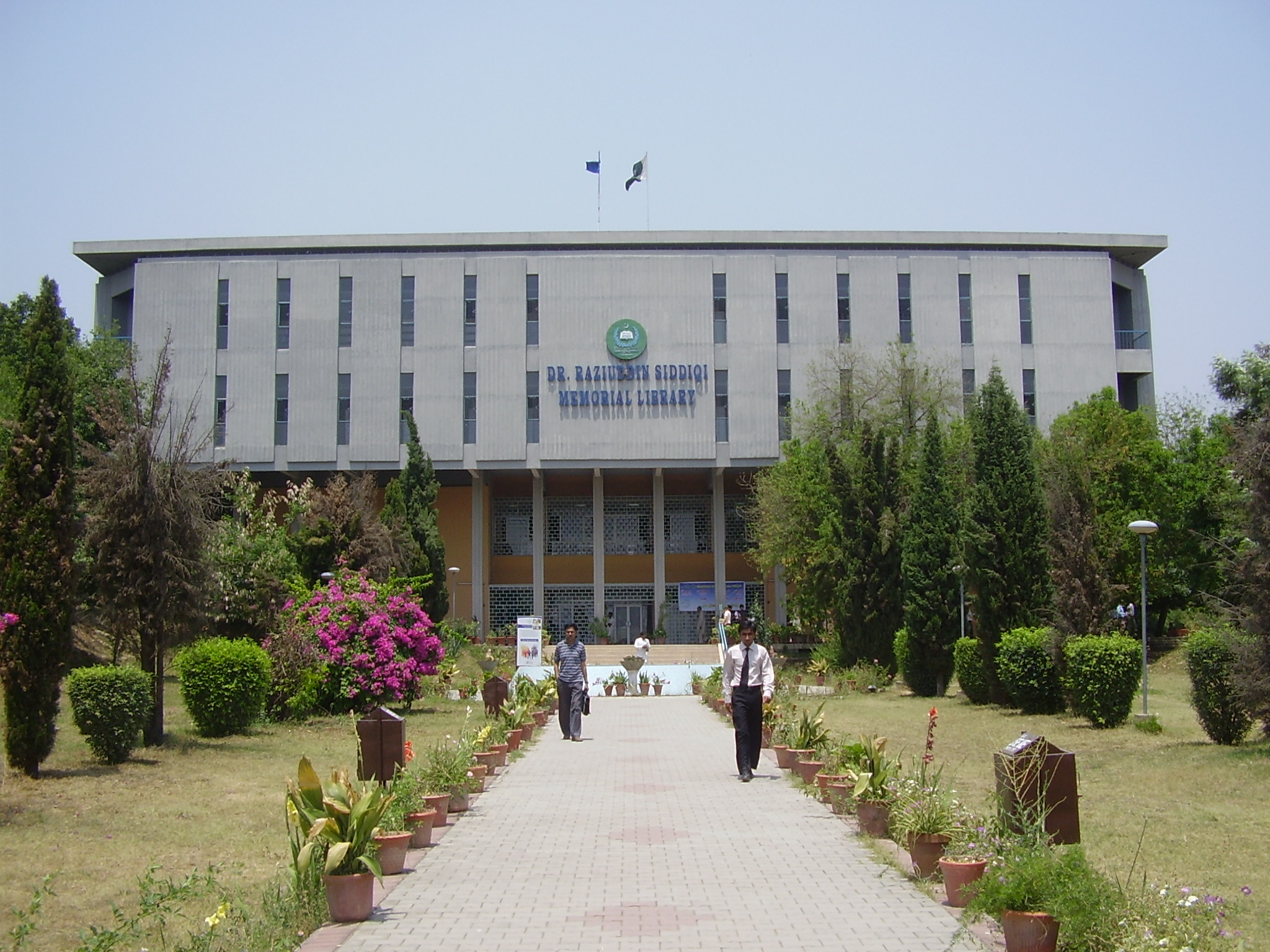
Dr.Raziuddin Siddiqui Memorial Library is named after Dr. Muhammad Raziuddin Siddiqui at the Quaid-i-Azam University

Foi palestrante convidado do Congresso Internacional de Matemáticos em Oslo (1936).

## Livros
- Quantum Mechanics and its Physics
- Dastan-e-Riazi (The Tale of Mathematics)
- Izafiat
- Tasawur-e-Zaman-o-Makaan
- Experiences in science and education by M. Raziuddin Siddiqui, published in 1977.
- Establishing a new university in a developing country: Policies and procedures by M. Raziuddin Siddiqui, published in 1990.